# 山森大輔 (ミュージシャン)
山森 大輔（やまもり だいすけ、1978年10月3日 - ）は、ROCK'A'TRENCH、SKA SKA CLUBのボーカル。沖縄県出身。EDMプロデュース名義としてThe Rooftopを使用。

## 来歴・人物
沖縄県に生まれる。2歳の時、家族の仕事の都合で東京へ移り、その後は東京にて生活を送る（10歳〜15歳の間、家族の転勤でニューヨークで生活、バイリンガルである）。
筑波大学附属高校を経て、東京大学法学部卒業。2004年11月、26歳の時に司法試験合格。
父は商社退職後、果樹園の伊原間ホッカロー・ファーム経営に携わる山森卓彦。（八重山毎日新聞・2005年8月14日付記事参照）
亡き父方祖母は琉球伝統芸能関係者だった。
幼少より父の口ずさむ沖縄民謡に親しみ育った。また、3歳からはピアノを習い始め、高校からバンド活動を始めた。高校時代は主にベーシストとして活動。Sucking Coke Bottle, Sevenstars, メグミユウコとスイートココナッツなど数々のバンドを歴任。それ一色の生活だったため大学受験の勉強は3年生の9月から始めたという（レコメン!2010年7月7日放送でのコメント、そのほかGIRLS LOCKS!2009年7月6日放送でも同様のコメントあり）。
大学進学後、別の音楽サークルのボーカルを経てSKA SKA CLUBにボーカルとして参加。当バンドの活動休止後、畠山拓也とともにROCK'A'TRENCHを結成する（ボーカル・ギターとして参加）。2011年ROCK'A'TRENCHの活動休止。2012年よりSKA SKA CLUBの活動再開。並行してソロシンガーとしても活動中。私生活では2010年6月に作詞家・モデル・ラジオパーソナリティの岡田マリアと結婚している。現在は神奈川県の湘南地域に在住。

## ディスコグラフィー

### アルバム
| 枚  | リリース日    | タイトル        | 曲目 |
| --- | ------------- | --------------- | --- |
| 1st | 2013年10月9日 | Wonderful World | 1.intro 2.Friday!!!! 3.Baby Baby 4.カナリヤ 5.365日 6.アカシアの丘 7.未来少女 8.HONEY 9.lonely nights 10.The Goodbye 11.Flower 12.星が降る夜に 13.素晴らしい世界 |
| 2nd | 2015年9月30日 | REAL EMOTIONS   | 1.Julie 2.DANGER!! DANGER!! 3.Sundown 4.マスカラまつげ 5.レインボーソング 6.コトノハ 7.まぼろし 8.Don't you cry 〜眠れぬ夜に〜 9.茜空 10.ゴン太くん              |

### DVD
| 枚  | リリース日    | タイトル                                                               | 曲目 |
| --- | ------------- | ---------------------------------------------------------------------- | --- |
| 1st | 2014年7月13日 | 山森大輔ワンマンライブ “Yesterdays and Todays” Live at 渋谷STAR LOUNGE | 1.Julie 2.Music is my Soul (ROKC'A'TRENCH) 3.South wind (ROKC'A'TRENCH) 4.HONEY 5.Flower 6.アカシアの丘 7.Santa Monica (SKASKACLUB) 8.Don't Stop The Music (ROKC'A'TRENCH) 9.Friday!!!! 10.素晴らしい世界 |

## キャンドルズ
山森大輔とセカイイチのボーカル岩崎慧によるユニット”キャンドルズ”。

### マキシシングル
1. 夏の調べ(2013年8月7日)

## 楽曲提供
- 関ジャニ∞

1. Baby Baby（アルバム『8UPPERS』(2010年10月20日)収録）
2. Fly High（アルバム『FIGHT』(2011年11月16日)収録）
3. Can't U See?（シングル『強く 強く 強く』(2015年6月3日)収録）

- E-girls

1. Piece of your heart（シングル『Love ☆ Queen』収録 2017年7月26日発売）※The Rooftop名義

- Every Little Thing

1. まいにち。 （シングル表題曲  2016年6月15日）

- UNIONE

1. 世界の真ん中（シングル『パッサボーラ！』収録 2017/03/15 発売）
2. 朝が来るたび（1stアルバム『ONE HEART』）

- Dorothy Little Happy

1. FOR YOU（シングル表題曲 2017年5月31日）

- 龍雅-Ryoga-

1. DESTINY（シングル『Burning Like A Flame』収録 2017年2月8日発売）

- たこやきレインボー

1. サマーゴーランド（シングル『どっとjpジャパーン!』収録 2016年8月24日）

- 弘Jr.

1. GET UP　（アルバム『月』収録 2016年5月31日）
2. サラブレッド（アルバム『月』収録 2016年5月31日）
3. 明日が希望に変わる Feat. TOC （アルバム『月』収録 2016年5月31日）

- TEAM SHACHI*

1. HORIZON（アルバム『TEAM』収録 2022年2月16日）
2. AWAKE（アルバム『TEAM』収録 2022年2月16日）
3. Rocket Queen feat. MCU（アルバム『TEAM』収録 2022年2月16日）
4. SURVIVOR SURVIVOR（アルバム『TEAM』収録 2022年2月16日）
5. MAMA（アルバム『TEAM』収録 2022年2月16日）
6. Rock Away（アルバム『TEAM』収録 2022年2月16日）

- NACHERRY

1. パールを落としたマーメイド（アルバム『CANDY SUNDAY』収録 2022年1月19日）
2. テレポーテーション（アルバム『POLAROID』収録 2023年8月2日[5]）
3. Queen bee（アルバム『POLAROID』収録 2023年8月2日[5]）
4. destiny（シングル「My dream girls」収録 2024年2月21日[6]）

## プロデュース
- 渋谷すばる

1. アルバム『２歳』全曲

- NACHERRY

1. アルバム『CANDY SUNDAY』全曲
2. アルバム『Now Loading!!』全曲
3. アルバム『1st Live Album “Let's start the party!!” at KT Zepp Yokohama』全曲
4. シングル『エクリプス』全曲
5. シングル『My dream girls』カップリング曲（destiny）

- 弘Jr.

1. アルバム『月』全曲